# Marzia Caravelli
Marzia Caravelli (* 23. Oktober 1981 in Pordenone) ist eine ehemalige italienische Sprinterin und Hürdenläuferin, die sich auf die 100-Meter-Distanz spezialisiert hat.

## Sportliche Laufbahn
Erste internationale Erfahrungen sammelte Marzia Caravelli im Jahr 2010, als sie bei den Europameisterschaften in Barcelona mit 13,50 s in der ersten Runde im 100-Meter-Hürdenlauf ausschied. Im Jahr darauf kam sie bei den Weltmeisterschaften in Daegu mit 13,29 s ebenfalls nicht über den Vorlauf hinaus und 2012 schied sie bei den Hallenweltmeisterschaften in Istanbul mit 8,12 s im Halbfinale über 60 m Hürden aus. Im Juni belegte sie bei den Europameisterschaften in Helsinki in 13,11 s den fünften Platz und anschließend schied sie bei den Olympischen Sommerspielen in London im Halbfinale aus. Im Jahr darauf schied sie bei den Halleneuropameisterschaften in Göteborg mit 8,12 s im Semifinale über 60 m Hürden aus und im Juni siegte sie in 12,98 s über 100 m Hürden bei den Mittelmeerspielen in Mersin. Anschließend schied sie bei den Weltmeisterschaften in Moskau mit 13,06 s im Halbfinale aus und verpasste mit der italienischen 4-mal-100-Meter-Staffel mit 44,05 s den Finaleinzug. 2014 schied sie bei den Hallenweltmeisterschaften in Sopot mit 7,97 s im Semifinale über 60 m Hürden aus und im August schied sie bei den Europameisterschaften in Zürich mit 23,23 s bzw. 13,06 s jeweils im Halbfinale im 200-Meter-Lauf sowie über 100 m Hürden aus. Zudem belegte sie mit der Staffel in 43,88 s den vierten Platz. 2016 kam sie bei den Europameisterschaften in Amsterdam mit 56,45 s nicht über die Vorrunde im 400-Meter-Hürdenlauf hinaus und anschließend schied sie bei den Olympischen Sommerspielen in Rio de Janeiro mit 57,77 s in der ersten Runde aus. Im Jahr darauf schied sie bei den Weltmeisterschaften in London mit 56,92 s im Vorlauf über 400 m Hürden aus und 2019 beendete sie ihre aktive sportliche Karriere im Alter von 38 Jahren.
In den Jahren von 2010 bis 2014 wurde Caravelli italienische Meisterin im 100-Meter-Hürdenlauf sowie 2011 und 2013 auch über 200 Meter. Zudem wurde sie 2010 Hallenmeisterin über 60 m Hürden.

## Persönliche Bestzeiten
- 200 Meter: 23,16 s (+0,7 m/s), 28. Juli 2013 in Mailand
  - 200 Meter (Halle): 23,69 s, 11. Januar 2014 in Ancona
- 400 Meter: 52,94 s, 7. Mai 2016 in Rieti
  - 400 Meter (Halle): 53,39 s, 10. Februar 2016 in Ancona
- 100 m Hürden: 12,85 s (+1,8 m/s), 13. Mai 2012 in Montgeron
  - 60 m Hürden (Halle): 7,97 s, 7. März 2014 in Sopot
- 400 m Hürden: 55,69 s, 26. Mai 2016 in Orvieto